# 高田秀二
高田 秀二（たかだ ひでじ、1913年3月27日 - 1992年2月15日）は、日本のジャーナリスト。

## 略歴
福島県郡山市生まれ。1936年東京帝国大学文学部仏文科卒。同盟通信社、共同通信社の社会部長、パリ支局長、編集局長、筆頭常務理事。日本記者クラブ理事長、電通取締役、財団法人草月会館館長、財団法人科学技術振興財団理事。
1972年、1977年の二度、郡山市長選に立候補するが二位落選。
1992年2月15日、胃癌のため死去。
息子は実業家の高田茂行。

## 著書
- 『物語特ダネ百年史』（実業之日本社） 1968
- 『愚かなる転身 新聞人立候補者の実録選挙戦』（東京ポスト） 1979
- 『サイゴン抑留所 ドキュメント 1945 - 1946』（泰流社） 1985

### 共編
- 『世紀の特ダネ物語』（竹内亨共編、光書房） 1959

## 翻訳
- 『アンダウの橋』（ジェームズ・A・ミッチェナー、日本外政学会） 1957
- 『ハンガリーの悲劇』（ピーター・フライヤー、日本外政学会） 1957